# Meir Lahav
Meir Lahav (hébreu : מאיר להב, né en 1936 à Sofia, Bulgarie) est un chimiste et scientifique des matériaux israélien et professeur émérite à l'Institut Weizmann des sciences.

## Biographie
Lahav émigre en Israël en 1948. Il étudie à l'Université hébraïque de Jérusalem, où il obtient une maîtrise en chimie des polymères en 1962. Avec Gerhard Schmidt à l'Institut Weizmann des sciences, il obtient un doctorat en chimie du solide. En tant que boursier postdoctoral, Lahav travaille avec Paul Doughty Bartlett à l'Université Harvard, entre autres, avant de retourner en Israël en 1971. Depuis 1985, il est professeur titulaire à l'Institut Weizmann.
Dans une collaboration à long terme avec Leslie Leiserowitz, Lahav traite de la façon dont la formation et la croissance des cristaux peuvent être influencées par des impuretés ciblées (impuretés utiles) et avec la détermination directe du sens de la chiralité des molécules. Il étudie les phénomènes de cristallisation et d'interface tels que l'empilement de molécules amphiphiles à la frontière de phase et la base de la catalyse hétérogène. Il cherche à comprendre les biomembranes et conçoit des couches de Langmuir-Blodgett à auto-assemblage, étudie les voies de réaction par des transformations asymétriques en cristaux chiraux et centrosymétriques, les interactions invité-hôte dans les solides organiques, la corrélation des phénomènes macroscopiques avec la chiralité moléculaire., ainsi que des photoréactions stéréochimiques et régiospécifiques au sein de solides organiques.
Lahav reçoit le prix du centenaire de la Royal Society of Chemistry en 1984/85, la médaille Prelog en 1987, le Prix Gregori-Aminoff en 2002, la médaille Chirality en 2006 et le Prix Israël en 2016,. Pour 2018, il reçoit le prix EMET. En 2021, lui et Leslie Leiserowitz reçoivent conjointement le prix Wolf de chimie. Il est membre de la Leopoldina depuis 1997.